# Hammond (Indiana)
Hammond je město v okrese Lake County ve státě Indiana ve Spojených státech amerických. Je součástí chicagské metropolitní oblasti, přičemž jako jediné město v Indianě přímo sousedí s Chicagem. Co do počtu obyvatel jde o osmé nejlidnatější město v Indianě. Sousedí s městem Gary, jedenáctým nejlidnatějším městem Indiany. Leží na pobřeží Michiganského jezera v oblasti zvané Rust Belt. 
S celkovou rozlohou 62 km² byla hustota zalidnění 1 294 obyvatel na km². K roku 2020 zde žilo 77 789 obyvatel. Ve městě se nachází kampus Purdueova univerzita.